# Vulgar
Vulgar är det japanska rockbandet Dir en Greys fjärde fullängdsalbum. Albumet släpptes 2003 i Japan och 2006 i Europa.

## Låtförteckning
1. Audience KILLER LOOP
2. THE III D EMPIRE
3. INCREASE BLUE
4. Shokubeni
5. sajou no uta
6. RED...[em]
7. asunaki kofoku, koenaki asu
8. MARMELADE CHANINSAW
9. Kasumi
10. R to the Core
11. Drain Away
12. New Age Culture
13. Obscure
14. Child Prey
15. Amber